# Ulrik Huber
Ulrik Huber (13 de março de 1636 em Dokkum - 8 de novembro de 1694 em Franeker ), também conhecido como Ulrich Huber ou Ulricus Huber, era professor de direito na Universidade de Franeker e filósofo político.
Huber estudou em Franeker, Utrecht e Heidelberg. Ele começou em 1657 - desde muito jovem - como professor de Eloquência e História na Universidade de Franeker e, em 1665, tornou-se professor de direito. De 1679 a 1682, ele foi juiz na Corte de Apelação da Frísia e, posteriormente, retornou ao cargo de professor de direito até sua morte em 1694.
Seu trabalho principal, De jure civitatis libri tres, foi publicado inicialmente em 1672 e continuou a ser revisado até 1694. Huber considerou o cativeiro em guerra, a condenação criminal, a renúncia voluntária à liberdade e o nascimento de uma base legal para a escravidão. Além deste trabalho, ele era internacionalmente conhecido por seus estudos sobre o direito romano. Na Holanda, ele também é conhecido por seu trabalho Heedensdaegse Rechtsgeleertheyt soo elders, als in Friesland gebruikelijk (1686, 1768) (The Jurisprudence of My Time). Neste trabalho, ele apresenta uma visão completa do sistema jurídico da Frísia na época. Em 1672, ele se envolveu na polêmica pública sobre a constituição da Frísia que então se arrastava nos Estados da Frísia e ao redor com seu panfleto Spiegel Van Doleancie En Reformatie, Na den tegenwoordigen toestant des Vaderlandts (Espelho de Apelo e Reforma, sobre a situação atual da Pátria).
O breve tratado de Huber sobre o conflito de leis, Conflictu Legum Diversarum in Diversis Imperiis, foi um trabalho altamente influente, com um grande impacto no conflito de leis na jurisprudência inglesa e americana.

Ele é considerado o maior jurista da província holandesa da Frísia já conhecido. Na Universidade de Groningen, um dos institutos da Faculdade de Direito recebe o nome dele.